# Kelly VanderBeek
Kelly VanderBeek (Kapuskasing, 21 gennaio 1983) è un'ex sciatrice alpina canadese.
È moglie del canoista David Ford, a sua volta atleta di alto livello.

## Biografia

### Carriera sciistica

#### Stagioni 1999-2005
Originaria di Chilliwack e attiva in gare FIS dal dicembre del 1998, in Nor-Am Cup la VanderBeek esordì il 27 marzo 1999 a Mount Hood in slalom gigante (16ª) e ottenne il primo podio il 2 marzo 2001 a Whistler in supergigante (3ª). Esordì in Coppa del Mondo il 29 novembre 2001 a Lake Louise in discesa libera (53ª); ottenne la prima vittoria in Nor-Am Cup il 1º febbraio 2002 ad Aspen in discesa libera e ai successivi Mondiali juniores di Tarvisio 2002 vinse la medaglia di bronzo nel supergigante.
Debuttò ai Campionati mondiali a Sankt Moritz 2003, dove si classificò 24ª nella discesa libera, 28ª nel supergigante e 20ª nella combinata; sempre nel 2003 ai Mondiali juniores del Briançonnais vinse nuovamente la medaglia di bronzo nel supergigante. Ottenne l'ultima vittoria in Nor-Am Cup il 21 febbraio 2004 a Big Mountain in supergigante; l'anno dopo ai Mondiali di Bormio/Santa Caterina Valfurva 2005 si classificò 23ª nella discesa libera e 25ª nel supergigante. Sempre nel 2005 ottenne l'ultimo podio in Nor-Am Cup, il 17 marzo a Le Massif in discesa libera (2ª).

#### Stagioni 2006-2012
Ai XX Giochi olimpici invernali di Torino 2006, sua unica presenza olimpica, si classificò 24ª nella discesa libera e 4ª nel supergigante. Nel 2006 ottenne anche il primo podio in Coppa del Mondo, il 3 dicembre a Lake Louise in supergigante (3ª), mentre ai successivi Mondiali di Åre 2007 non completò né la discesa libera né il supergigante. Ottenne il terzo e ultimo podio in Coppa del Mondo il 9 febbraio 2008 a Sestriere in discesa libera (2ª); ai Mondiali di Val-d'Isère 2009, sua ultima presenza iridata, si classificò 21ª nella discesa libera e 23ª nel supergigante.
Dopo le gare di Coppa del Mondo di Lake Louise di inizio dicembre 2009, subì un serio infortunio quando, dopo una caduta a Val-d'Isère, riportò la rottura del legamento crociato posteriore, del collaterale mediale e del piatto tibiale del ginocchio sinistro. Questo incidente la tenne lontana dalle competizioni per 25 mesi e rientrò in Coppa del Mondo soltanto il 28 gennaio 2012, ma prese parte soltanto a poche gare: l'ultima della sua carriera fu la discesa libera di Coppa del Mondo disputata il 18 febbraio a Soči Krasnaja Poljana, chiusa dalla VanderBeek al 49º posto. Nel gennaio del 2013 annunciò il ritiro dalle competizioni, affermando che le Olimpiadi di Soči 2014 sarebbero state un obbiettivo irraggiungibile, viste le condizioni del suo ginocchio.

### Altre attività
Durante il periodo di inattività per infortunio fu commentatrice sportiva ai XXI Giochi olimpici invernali di Vancouver 2010.

## Palmarès

### Mondiali juniores
- 2 medaglie:
  - 2 bronzi (supergigante a Tarvisio 2002; supergigante a Briançonnais 2003)

### Coppa del Mondo
- Miglior piazzamento in classifica generale: 19ª nel 2008
- 3 podi:
  - 2 secondi posti
  - 1 terzo posto

### Nor-Am Cup
- Miglior piazzamento in classifica generale: 4ª nel 2002
- Vincitrice della classifica di discesa libera nel 2002
- 3 podi:
  - 4 vittorie
  - 5 secondi posti
  - 2 terzi posti

#### Nor-Am Cup - vittorie
| Data             | Località     | Paese       | Specialità |
| ---------------- | ------------ | ----------- | ---------- |
| 1º febbraio 2002 | Aspen        | Stati Uniti | DH         |
| 4 febbraio 2002  | Aspen        | Stati Uniti | SG         |
| 20 febbraio 2004 | Big Mountain | Stati Uniti | SG         |
| 21 febbraio 2004 | Big Mountain | Stati Uniti | SG         |

Legenda:

DH = discesa libera

SG = supergigante

### South American Cup
- Miglior piazzamento in classifica generale: 8ª nel 2002
- 3 podi:
  - 3 secondi posti

### Campionati canadesi
- 2 medaglie[2]:
  - 2 argenti (discesa libera nel 2004; discesa libera nel 2005)